# Margaret D. Foster
Margaret Dorothy Foster (4 de març de 1895 - 5 de novembre de 1970) fou una química estatunidenca. Va ser la primera química que va treballar al Servei Geològic dels Estats Units i va ser contractada per treballar en el Projecte Manhattan.

## Biografia
Margaret D. Foster va néixer Chicago, Illinois, Estados Unidos. H Filla de James Edward i Minnie (McAuley) Foster. Es va graduar a l'Illinois College, Universitat George Washington i a la Universitat Americana amb un doctorat.
El 1918, es va convertir en la primera química a treballar en el Servei Geològic dels Estats Units, on va desenvolupar formes de detectar minerals en masses d'aigua naturals. El 1942, va treballar al Projecte Manhattan, a la Secció de Química i Física, sota la direcció de Roger C. Wells, i va desenvolupar dues noves tècniques d'anàlisi quantitativa, una per a l'urani i una altra per al tori,així com dues noves formes de separar ambdós elements.En tornar al Servei Geològic després de la guerra, va investigar la química dels minerals d'argila i les miques.Es va jubilar al març de 1965.
Va morir a l'Hospital Holy Cross,, a Silver Spring, Maryland.

## Publicacions
- Foster, Margaret D. «The chemist at work. IX. The chemist in the water resources laboratory» (en anglès). Journal of Chemical Education, volum 15, núm. 5, 1938, pàg. 228. Bibcode: 1938JChEd..15..228F. DOI: 10.1021/ed015p228.